# گروه ۴۱۱ مهندسی رزمی بروجرد
گروه ۴۱۱ مهندسی رزمی بروجرد یگان مهندسی رزمی نیروی زمینی ارتش ایران است، که ستاد فرماندهی و پادگان آن در پادگان مرکز مهندسی بروجرد، در کیلومتر ۱۰ از جاده بروجرد به خرم‌آباد، در استان لرستان قرار دارد. گروه ۴۱۱ مهندسی رزمی در سال ۱۳۵۰ توسط نیروی زمینی شاهنشاهی ایران، به‌عنوان نخستین یگان مستقل مهندسی رزمی، با استعداد ۴ یگان (شامل گروهان قرارگاه، گردان ۴۳۶ مهندسی رزمی، یگان خدمات پشتیبانی و گردان دانشجویان) تأسیس شد. گروه ۴۱۱ مهندسی رزمی در خلال جنگ ایران و عراق از یگان‌های فعال نیروی زمینی ارتش بود و در عملیات‌های فتح‌المبین، بیت‌المقدس، طریق‌القدس، خیبر، والفجر ۸ و نصر ۲ شرکت داشت. این یگان در طول جنگ تلفاتی معادل ۱۹۴ کشته، ۴۵۹ مجروح و ۲۰ اسیر داشت. هم‌اکنون سرهنگ عباس مقدسی فرماندهی گروه ۴۱۱ مهندسی رزمی بروجرد را برعهده دارد.